# بابا (ترانه بیانسه)
«بابا» یا «ددی» (به انگلیسی: Daddy) ترانه‌ای از هنرمند اهل ایالات متحده آمریکا بیانسه است. این ترانه در آلبوم به طرز خطرناکی عاشق قرار داشت.